# 板橋保安宮潮和宮

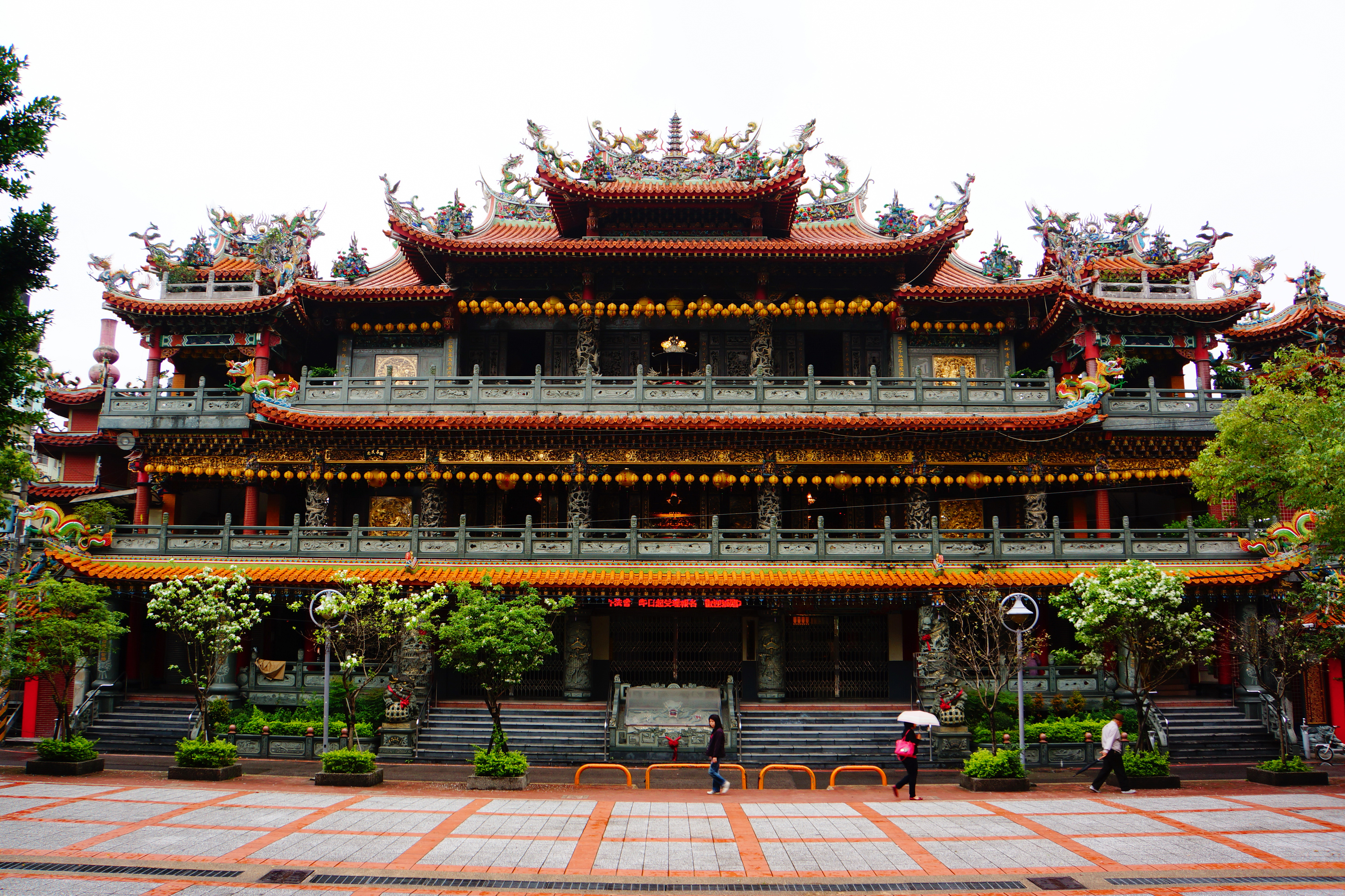
板橋江子翠保安宮潮和宮

板橋保安宮潮和宮，位在新北市板橋區江翠里吳鳳路50巷93號，農村公園旁，全稱板橋江子翠保安宮潮和宮。為保安宮與潮和宮兩廟的合稱並加上天后宮總共三間廟的合祀廟宇。三樓則為主祀三官大帝的潮和宮（創廟於1862年）及陪祀天上聖母的天后宮(創於1970年代的私人神壇)，二樓為主祀保生大帝的保安宮（創廟於1897年）。知名北管音樂社團「潮和社」，據說得名於本廟，亦常在本廟練習。
平時於二樓有提供解籤詩及米卦的服務。

## 祀神

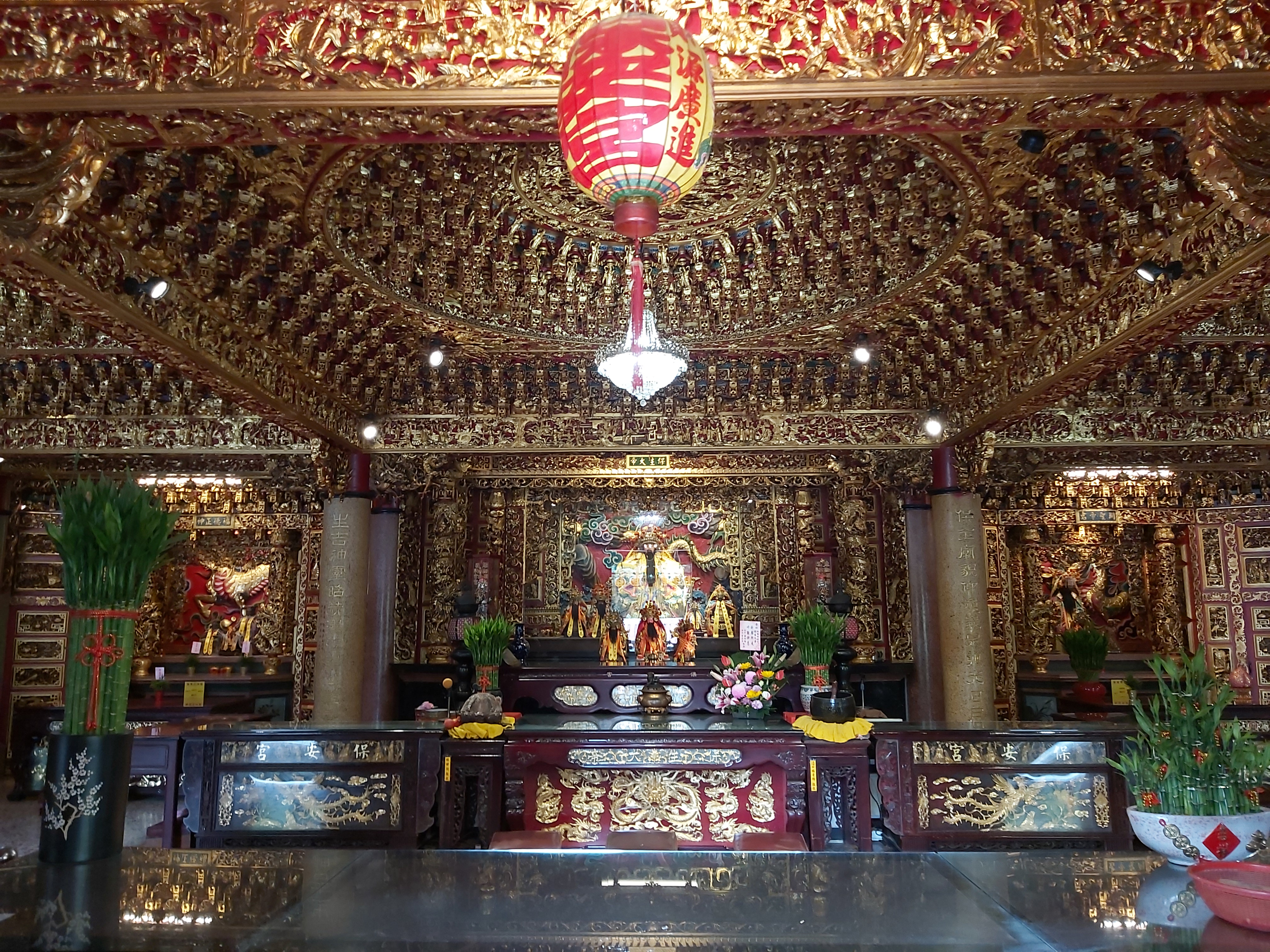
保安宮

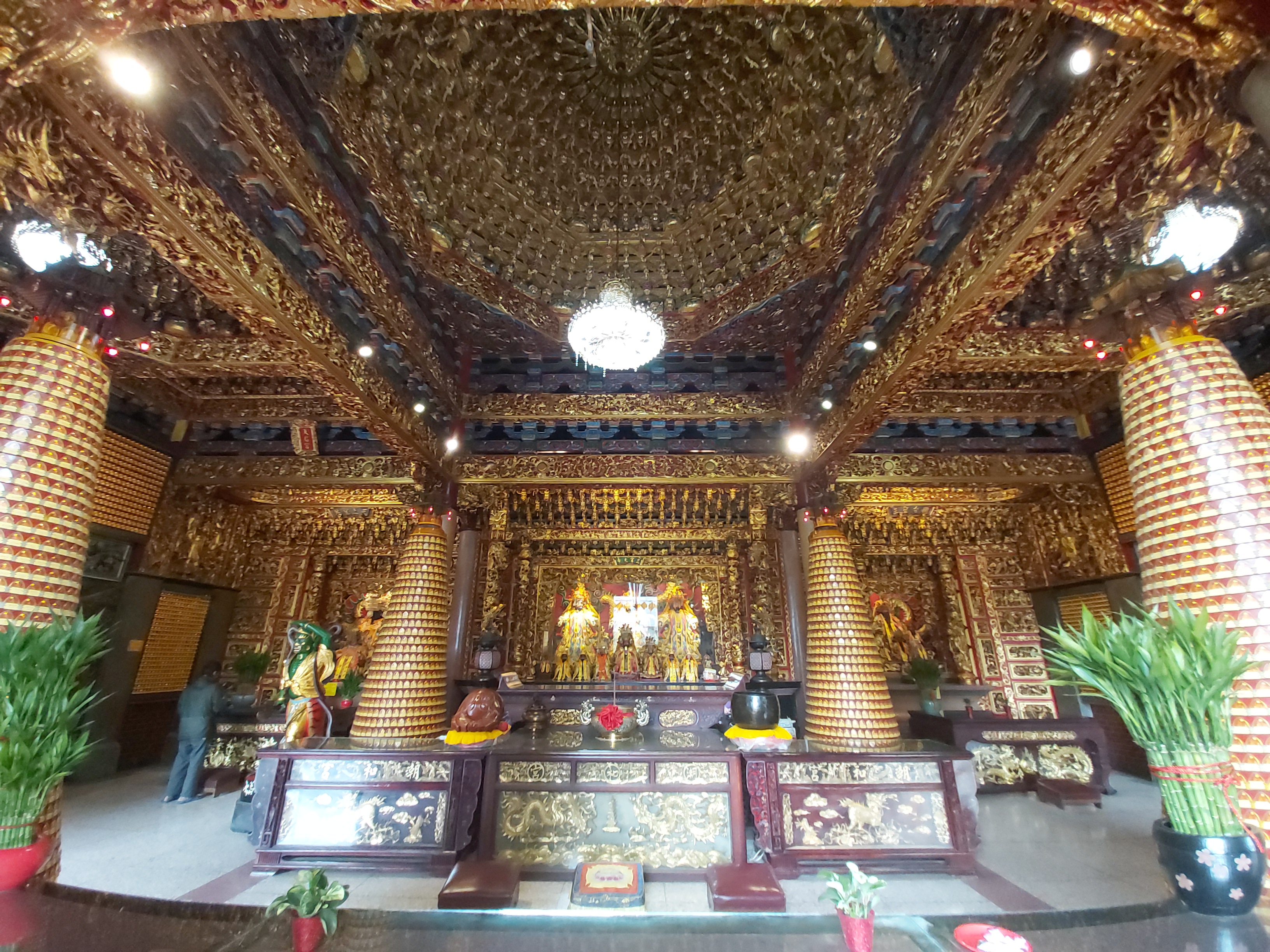
潮和宮

- 二樓保安宮：主祀保生大帝，奉祀關聖帝君（關平太子、周倉元帥）、文昌帝君、大魁星君、中壇元帥、福德正神、五營將軍、太歲星君。
- 三樓潮和宮、天后宮：主祀三官大帝，奉祀天上聖母（千里眼將軍、順風耳將軍、宮娥）、開臺聖王、孚佑帝君、太上老君、玄天上帝、華陀先師、釋迦文佛、阿彌陀佛、藥師如來、觀音菩薩、五路財神、文財神、黑面武財神、田都元帥、獨山國王、劍童、印童。

## 簡史
板橋江子翠屬大漢溪與新店溪交會處，清領時期水災頻傳，同治元年（西元1862年）颱風，引發大漢溪水災，侵襲田地一千甲。保正林溪珍於是在當地樹立了兩石碑，一曰「水官大帝神位」，一曰「水仙王公神位」（水仙尊王），以祈平安，鄉民皆虔誠膜拜。光緒八年（西元1882年）又颱風，水退後，卻浮出八百甲農田。鄉民咸以為神祐，後奉神示，全江翠百姓一致團結，十六歲以上、六十歲以下男丁，全部趨往坪頂（今新北市林口區）取回松木樹苗種植防風林，從此土地不再流失。
日治時代，大正十四年（1925年），由於水官大帝與水仙尊王的主尊，一般俗信皆為夏禹，遂建小廟，直接奉祀夏禹，旋即增設為三官大帝，建立三官大帝廟，以神能使「潮和」，定名為「潮和宮」 。

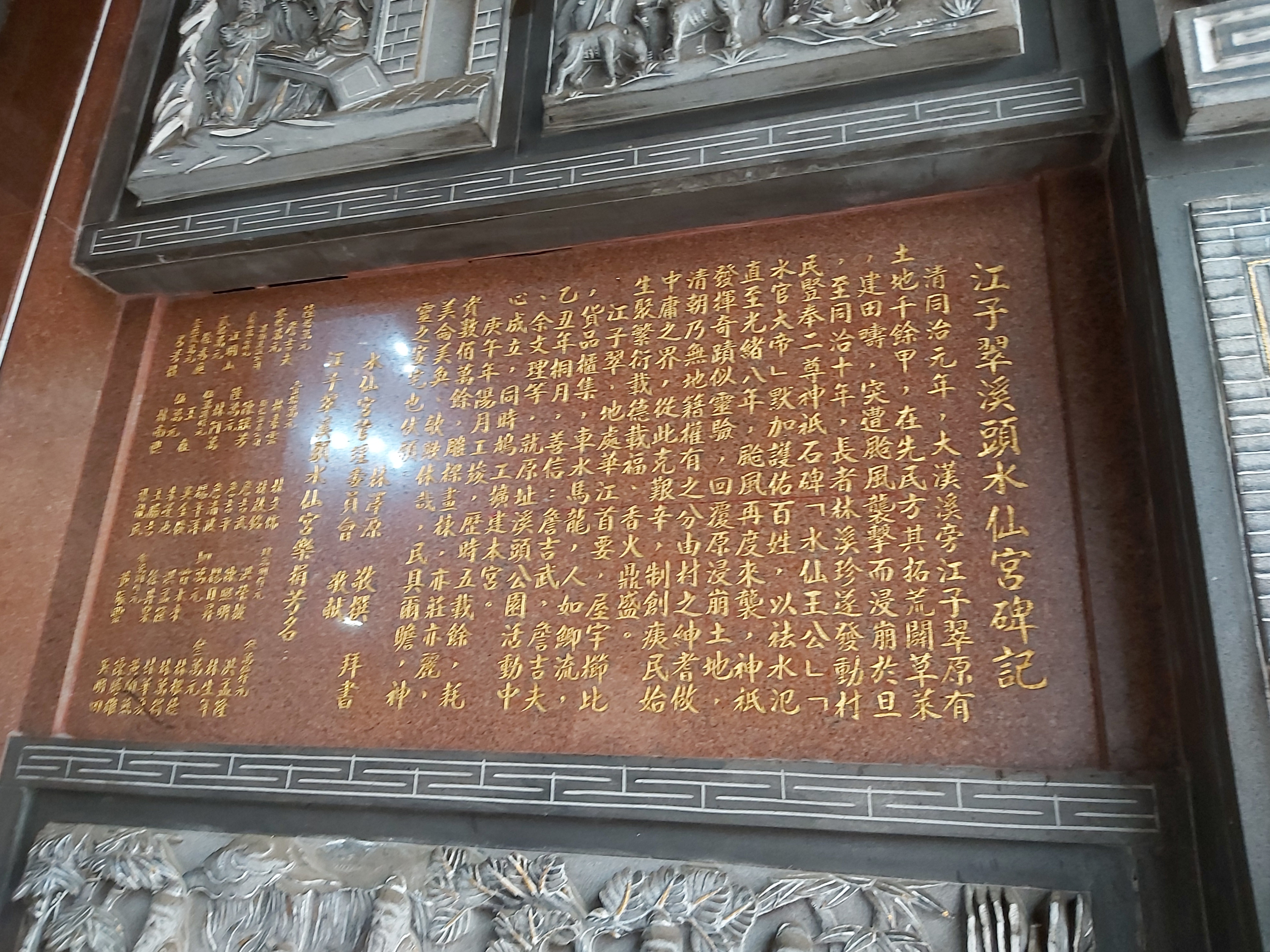
江子翠溪頭水仙宮碑記
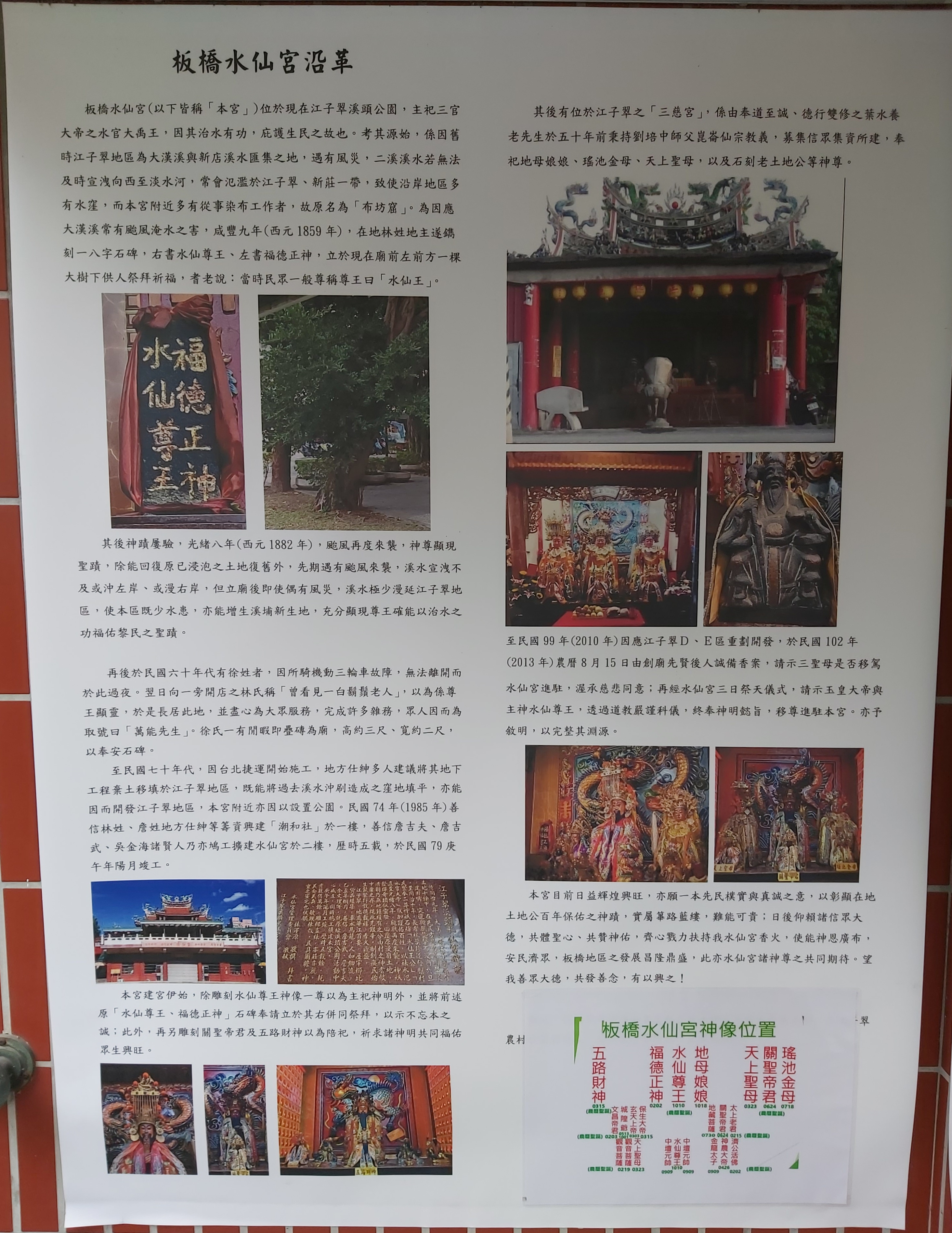
板橋水仙宮沿革
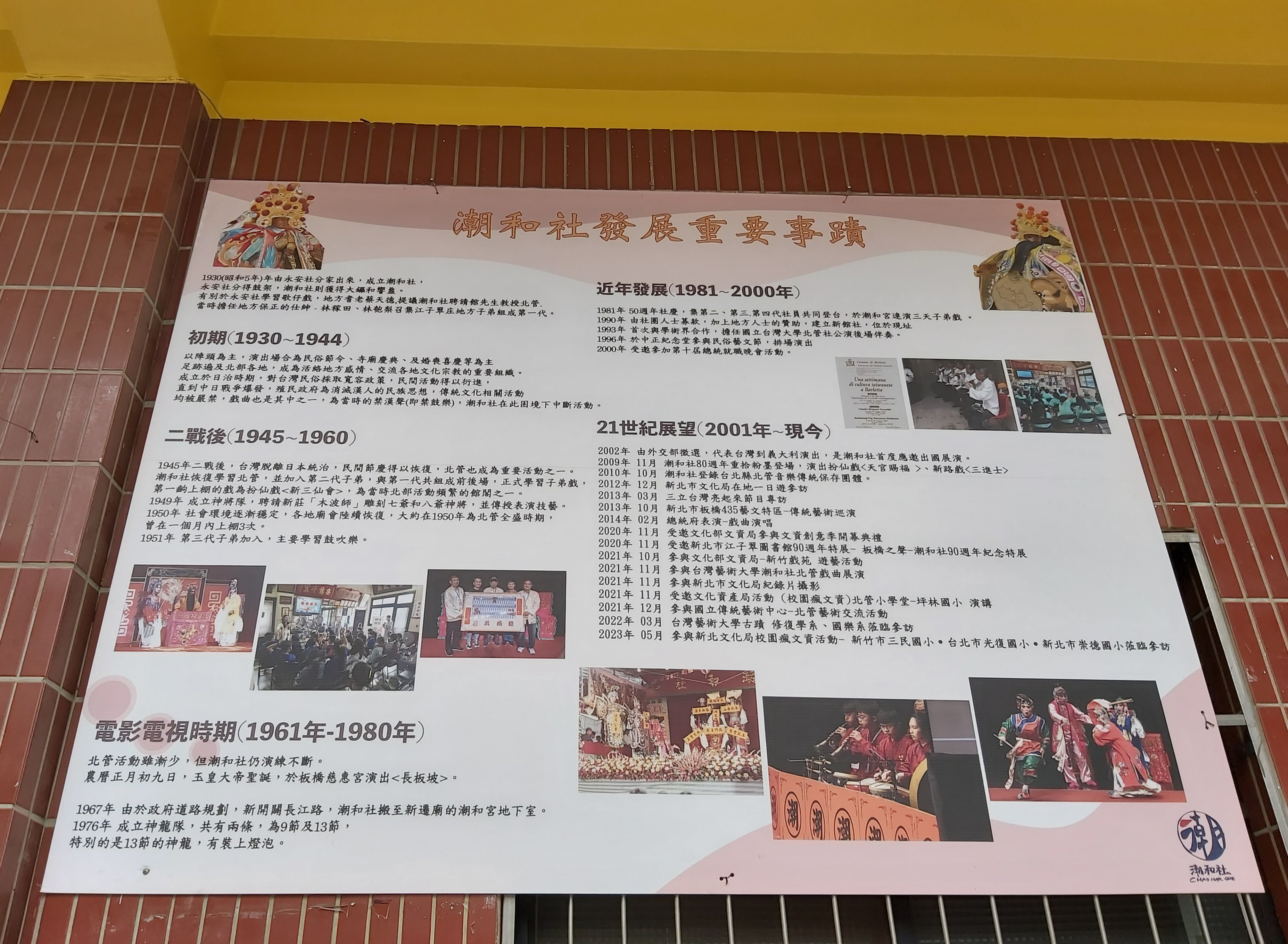
板橋潮和社沿革

同年另將水仙尊王祀奉於溪頭公園內活動中心原址，並在1930年加以擴建為2樓新廟的「江子翠溪頭水仙宮」及1樓的「江子翠潮和社」，原初的兩石碑，也由此轉變為位在江子翠不同處的兩間廟宇。(水官大帝祀於潮和宮)、(水仙王公祀於水仙宮)

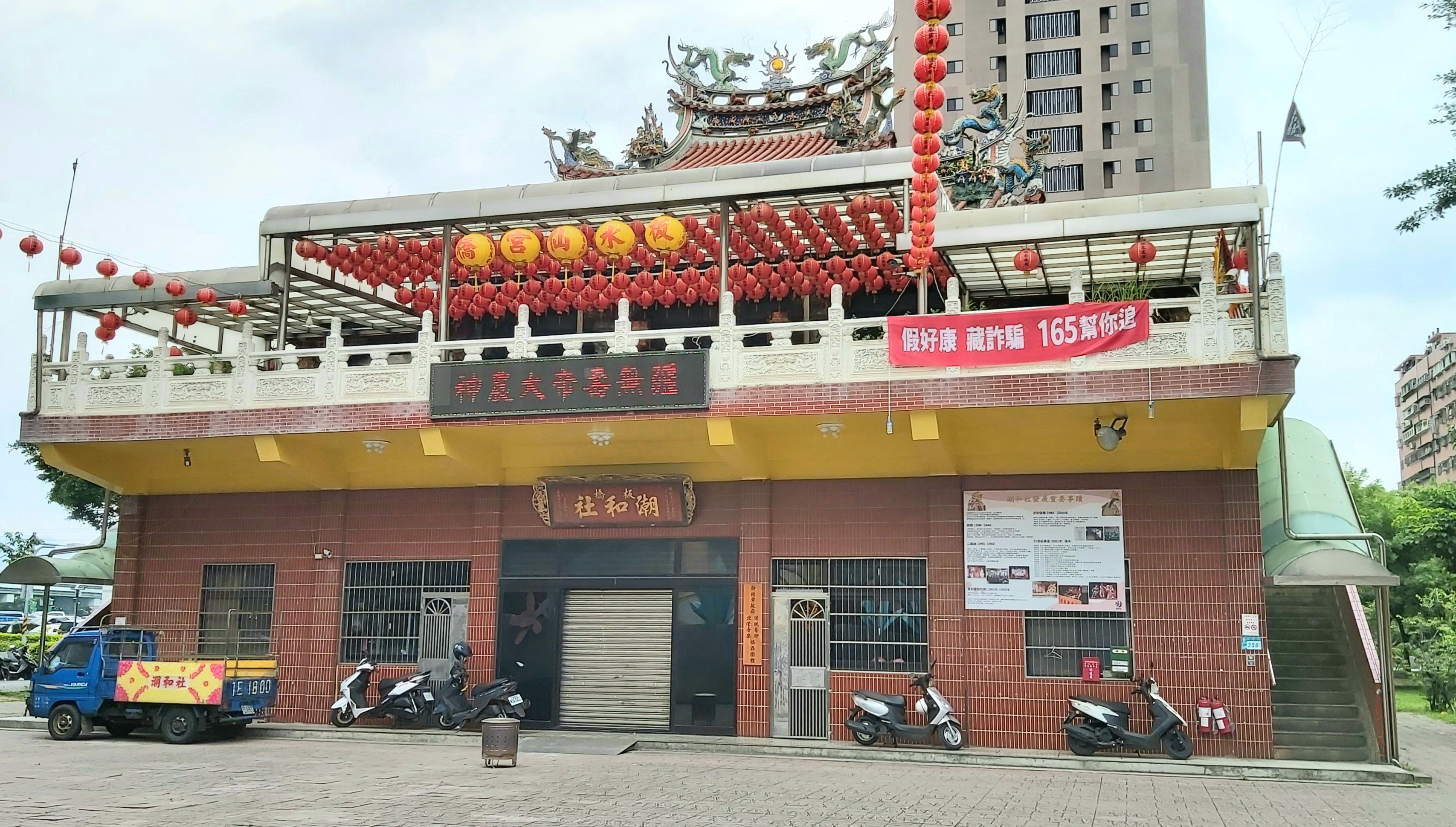
江子翠溪頭水仙宮
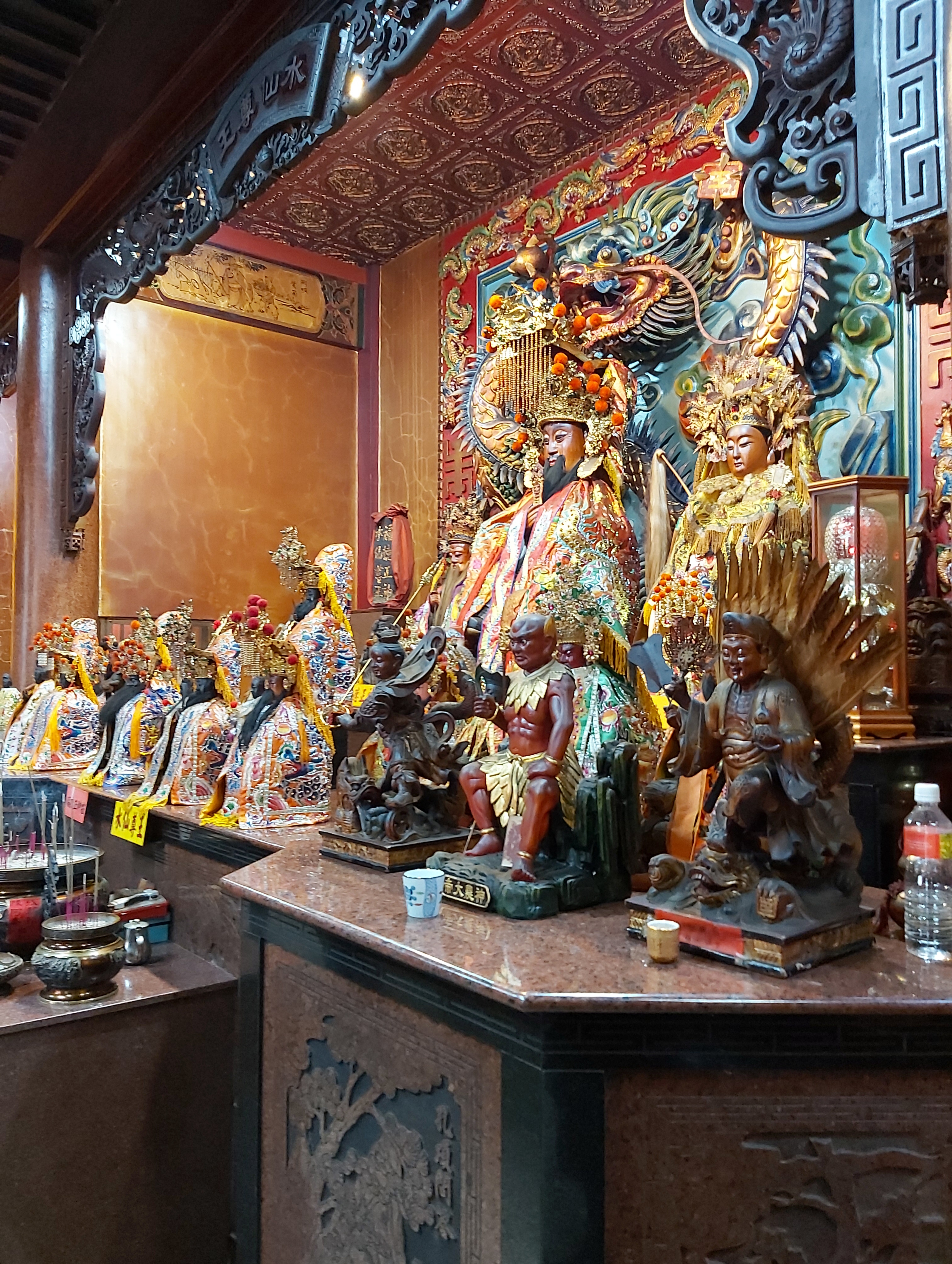
水仙尊王
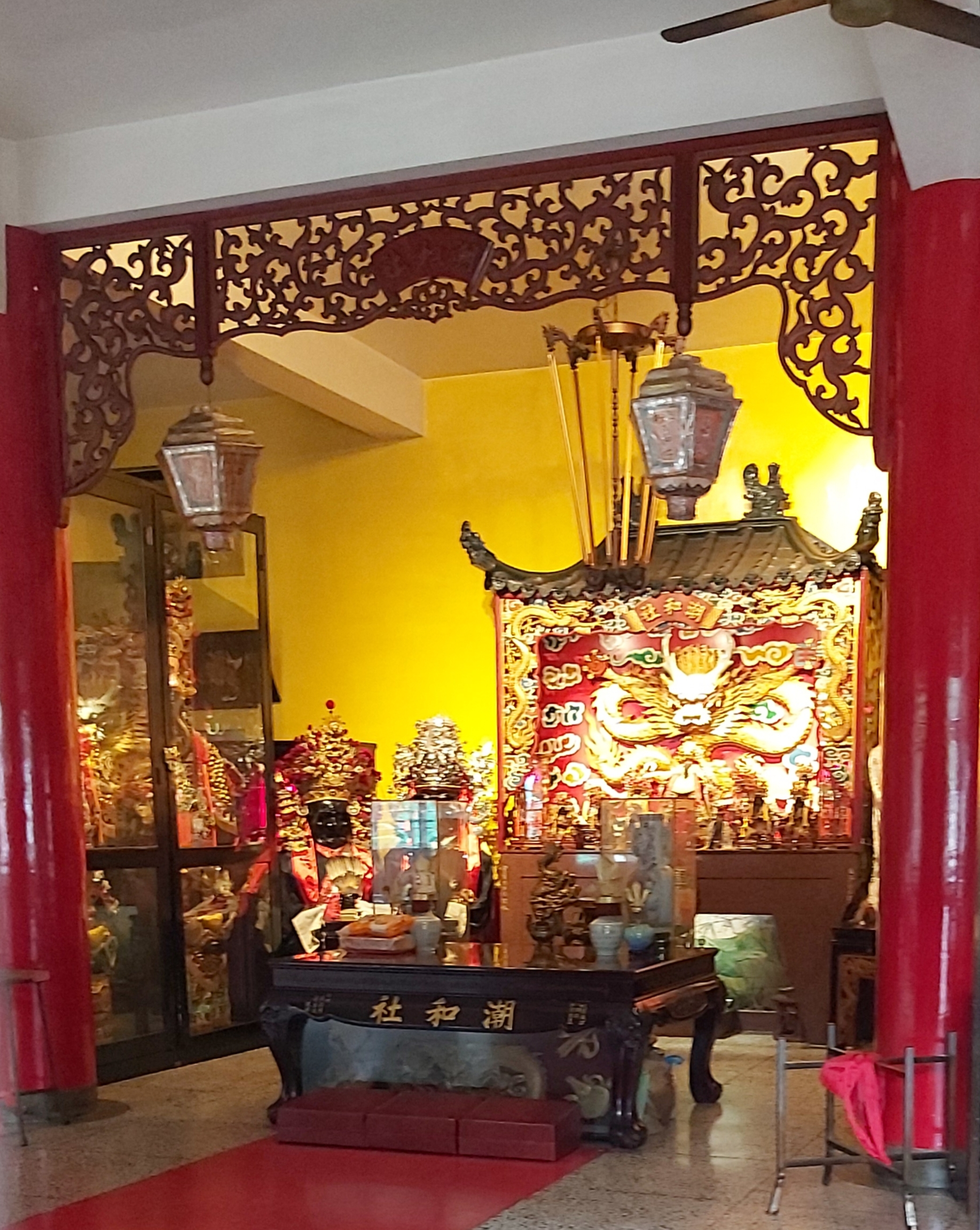
板橋潮和社

早期江子翠居民，多為福建泉州府同安縣移民，素來奉祀鄉土神保生大帝，故時往大龍峒保安宮祭拜。明治三十年（1897年），鄉民自大龍峒分靈保生大帝香火，在江子翠建廟供奉，沿用「保安宮」廟名。日治時代從大龍峒保安宮分靈的，有兩座廟宇，最早乃明治三十年（1897年）板橋江翠保安宮潮和宮；其次則是大正五年（1916年）分靈的永和保福宮。
1978年，政府以開闢道路為由，強拆三官大帝廟，民眾遂將潮和宮、保安宮、江子翠民眾活動中心合併，以壯神威，並利於土地之利用。
1981年竣工，裝飾交趾陶雙龍拱珠、雙龍抱塔，廟內的神龕與藻井的木作，皆用「黃金金箔」貼上，廟貌璀璨輝煌。修廟時並奉神諭，由唐山師傅以唐山素材，泥塑鎮殿神像，而非採用木雕，此種作為在臺灣解嚴前，干犯國民政府的威權統治，可能被指為赤色分子，非常冒險，但最終達成目標。

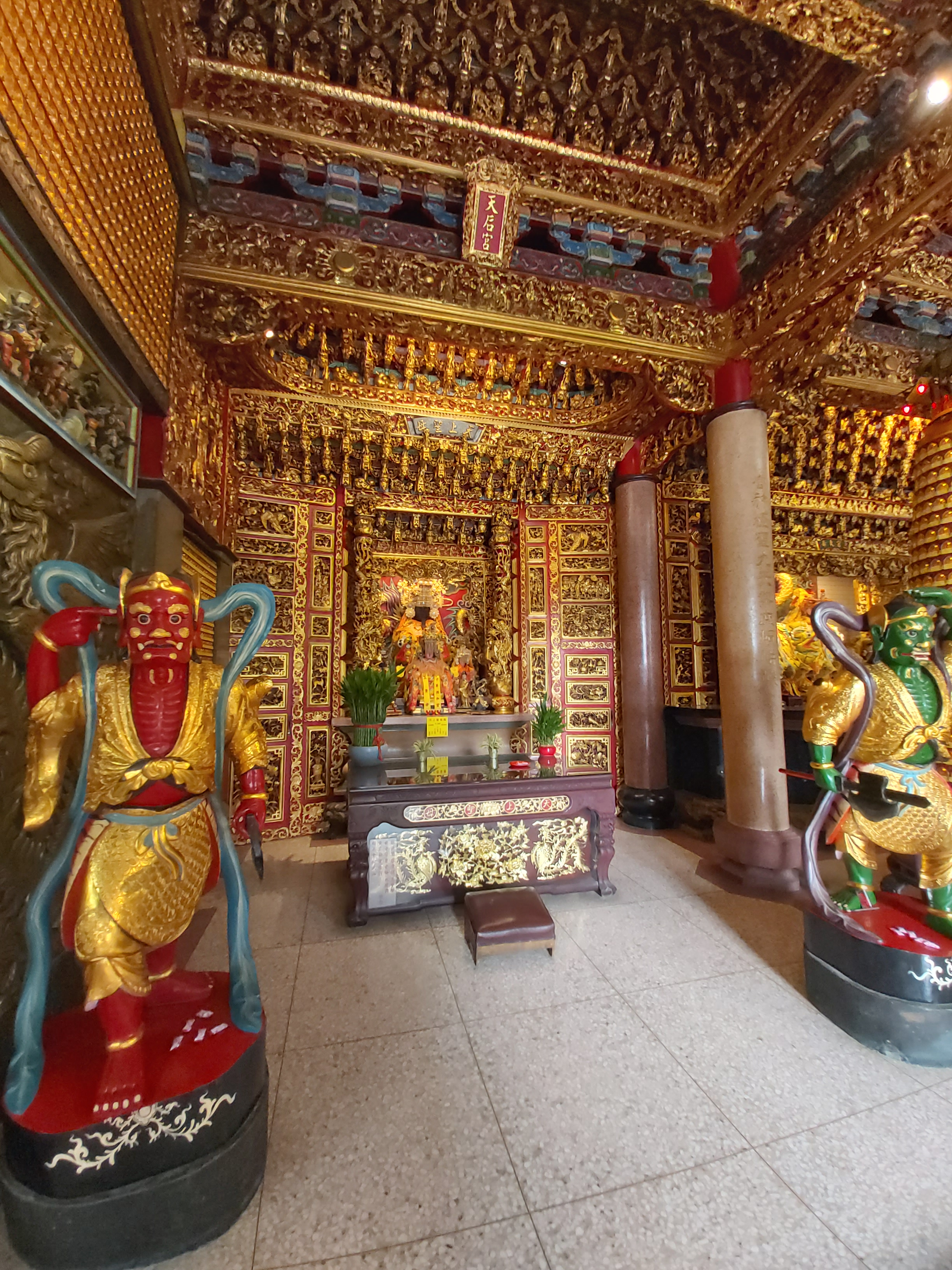
天后宮

2013年位於江寧路三段頂樓的「江子翠天后宮」於該年6月出火關閉，經由地方人士及台北三媽會協助將鎮殿媽祖及開基媽祖神尊移駕，正式併入三樓潮和宮的媽祖殿，也讓該廟成為由潮和宮、保安宮、天后宮，三廟合一的特色廟宇。
本廟二樓為保安宮，而三樓則為潮和宮，因一樓為江子翠活動中心，本廟也是政府舉辦座談會、公聽會，說明政策的重鎮，2019年5月5日，總統蔡英文至保安宮潮和宮參拜，並舉行地方座談會。

## 祭典活動
保安宮潮和宮有固定辦理年例繞境，日期為每年農曆3月15日保生大帝聖誕當日。
在農曆正月15日舉辦天官大帝聖誕禮斗法會並有七星平安橋的制解活動，
在農曆七月15日舉辦地官大帝聖誕千秋禮斗法會及中元普渡法會。

## 腳註與參考資料
1. ↑  .   [2019-05-05]. （原始内容存档于2019-05-19）.
2. ↑  .   [2019-05-05]. （原始内容存档于2021-01-24）.
3. ↑  .   [2019-05-05]. （原始内容存档于2019-05-19）.
4. ↑   (PDF).   [2018-05-27]. （原始内容存档 (PDF)于2021-01-24）.
5. ↑  .   [2019-05-05]. （原始内容存档于2020-06-13）.
6. ↑  板橋江子翠潮和宮 地方重要信仰中心
7. ↑  .   [2019-05-05]. （原始内容存档于2021-01-24）.
8. ↑  .   [2019-05-05]. （原始内容存档于2021-01-24）.
9. ↑  1060411【中嘉新聞】保生大帝聖誕 潮和宮千人遶境